# 亞利桑那州立大學
亞利桑那州立大學（Arizona State University，縮寫：ASU）是美国亞利桑那州的一所公立研究型大學，由第十三屆亞利桑那領地議會於1885年建立。該校由分散在鳳凰城大都會區各地的4個校區與所組成，共擁有17個學院，是美國學生最多的大學之一。亞利桑那州立大學在2024年QS世界排名中排第179位，北美第40位。
该校与亚利桑那大学和北亚利桑那大学同属亚利桑那大学董事会管理，是美國大學協會的成員，並被歸類為R1博士大學。亞利桑那州立大學共有近152,000名學生，其中超過62,000名學生為線上課程，142,000名本科生以及近41,000名研究生及博士生。亞利桑那州立大學的17個學院提供350個學位選項，以及超過170個跨學科中心和研究所供本科生選擇，還有400多個研究生學位和證書課程。
亞利桑那州立大學太陽魔隊作為十二大聯盟的一員，參加NCAA一級聯賽的26項校隊級別體育賽事。太陽魔隊已贏得165個全國冠軍，包括24個NCAA獎杯。179名太陽魔隊員入選奧運代表隊，贏得了60枚奧運獎牌：25枚金牌、12枚銀牌和23枚銅牌。
截至2024年2月，亞利桑那州立大學報告稱其擁有超過5,400名學者。其中包括5位諾貝爾獎獲得者、12位麥克阿瑟獎獲得者、11位普利策獎獲得者、11位美國國家工程院院士、26位美國國家科學院院士、29位美國文理科學院院士、41位古根海姆獎學金獲得者、163位美國國家人文基金會研究員和299位富布賴特學者。

## 歷史
第十三屆亞利桑那地區立法機構通過了一項法案，創建一所師範學校來為亞利桑那地區領地培訓教師。領地師範學校（Territorial Normal School）於1885年3月12日在坦佩成立，校園由一間單獨的四室校舍組成，位於坦佩居民喬治和瑪莎·威爾遜捐贈的20英畝土地上。
1886年2月8日，學校開始上課，共有33名學生。多年來，課程不斷發展，校名也多次更改，該機構還曾被稱為：
- 亞利桑那州坦佩師範學校（Tempe Normal School of Arizona，1889–1903）
- 坦佩師範學校（Tempe Normal School，1903–1925）
- 坦佩州立師範學院（Tempe State Teachers College，1925–1929）
- 亞利桑那州立師範學院（Arizona State Teachers College，1929–1945）
- 亞利桑那州立學院（Arizona State College，1945–1958）

1958年以2比1的州選民投票率更名為亞利桑那州立大學（Arizona State University）。

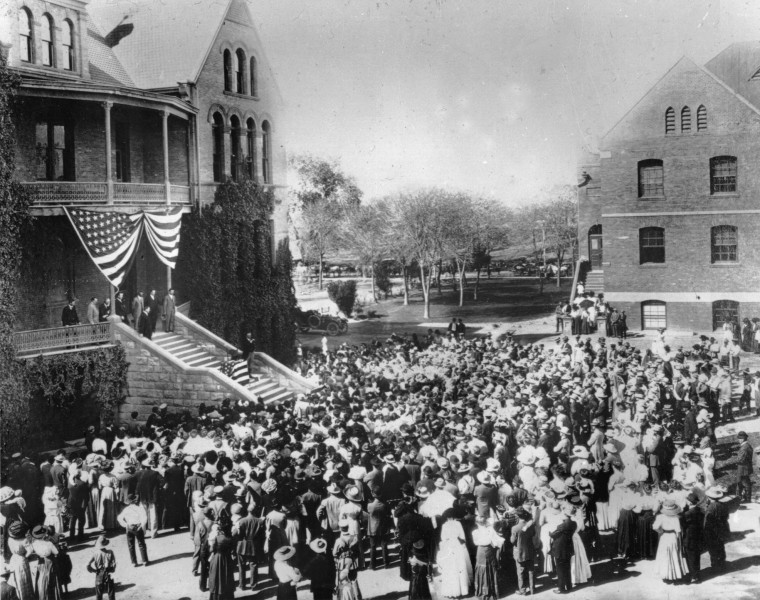
1911年3月20日，美國總統西奧多·羅斯福在坦佩師範學校演講

1923年，該校停止提供高中課程，並將高中畢業證書添加到入學要求中。1925年，該校更名為坦佩州立師範學院（Tempe State Teachers College），並提供四年制教育學士學位以及兩年制教師資格證書。1929年，第九屆亞利桑那州立法機構也批准了教育學文學學士學位，該校更名為亞利桑那州立師範學院（Arizona State Teachers College）。
在校長阿瑟·約翰·馬修斯（Arthur John Matthews，1900–1930年）的30年任期內，該校獲得了全校學生資格。該州最早的宿舍是在他 1902年的監督下建造的。在馬修斯擔任校長期間建造的18座建築物中，有6座仍在使用中。馬修斯設想了一個“常青校園”，將許多灌木帶到校園，並在現在被稱為棕櫚大道（Palm Walk，坦佩校園百年地標）的地方種植了110棵墨西哥扇棕櫚。

在大蕭條期間，拉爾夫·沃爾多·斯韋特曼（Ralph Waldo Swetman）被聘請接替馬修斯校長，他於1930年從洪堡州立師範學院（Humboldt State Teachers College）來到亞利桑那州立師範學院，並擔任校長。他任職三年，期間他專注於改進教師培訓計劃。在他任職期間，該學院的入學人數翻了一番，首次突破1,000人大關。馬修斯還構思了在亞利桑那州立師範學院開設自負盈虧的暑期課程。

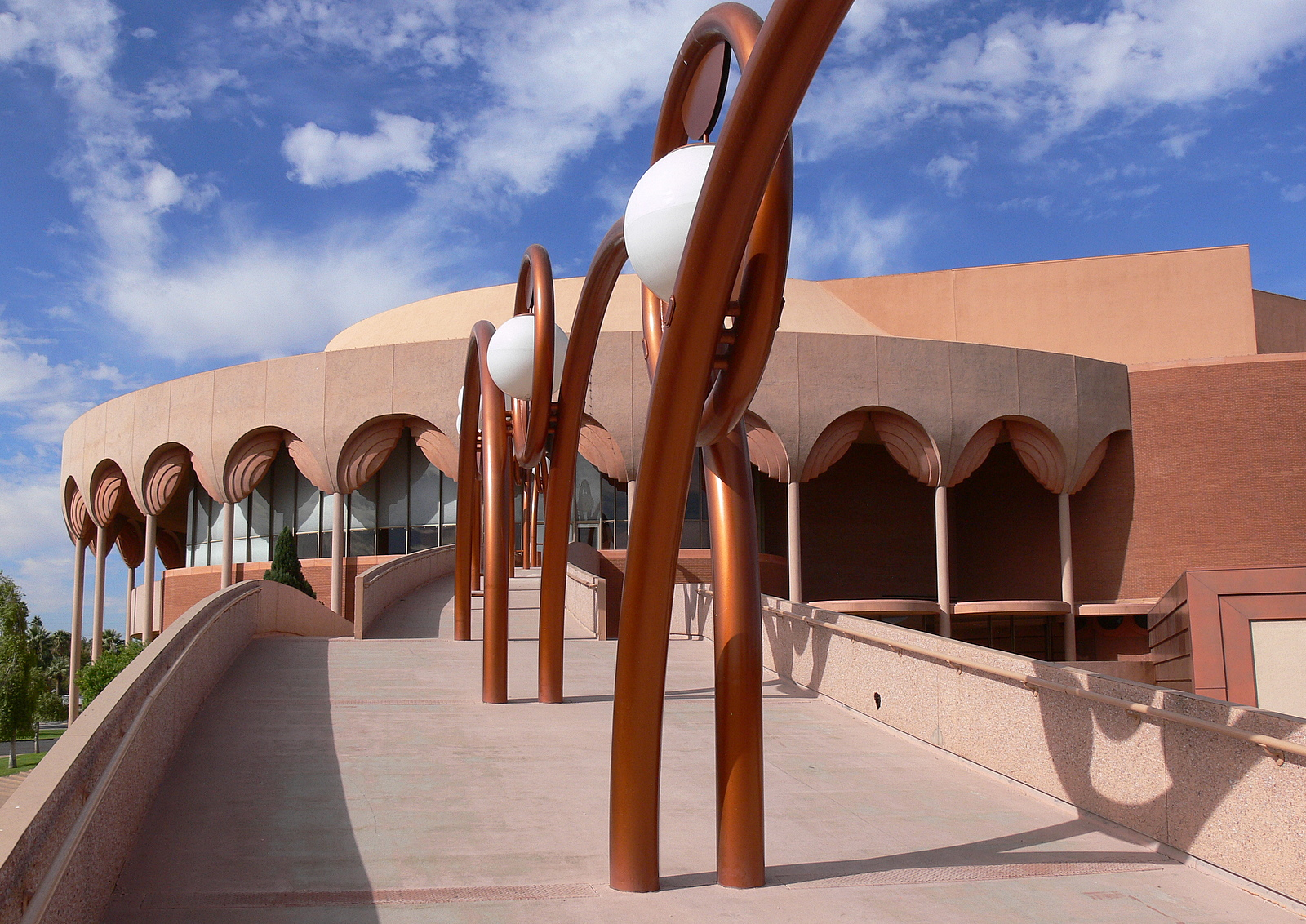
亞利桑那州立大學的甘米居紀念音樂廳，由弗蘭克·勞埃德·賴特設計

1933年，格雷迪·甘米奇（Grady Gammage），時任弗拉格斯塔夫亞利桑那州立師範學院（Arizona State Teachers College at Flagstaff）校長，成為坦佩亞利桑那州立師範學院校長，開始了近28年的任期，僅次於斯韋特曼在該學院擔任校長30年。與他的前任波特·埃里克·加斯沃達校長一樣，甘米奇監督了坦佩校園內幾座建築物的建造。他還指導了該大學研究生課程的發展；第一個教育學文學碩士學位於1938年授予，第一個教育學博士學位於 1954年授予，亞利桑那州攝政委員會（Arizona Board of Regents）於1956年批准了10個非教學碩士學位。
在甘米奇擔任校長期間，該校於1945年更名為亞利桑那州立學院（Arizona State College），並最終於 1958年更名為亞利桑那州立大學（Arizona State University）。當時，還考慮了另外兩個名稱：坦佩大學（Tempe University）和坦佩州立大學（State University at Tempe）。甘米奇在坦佩最偉大的成就之一是由弗蘭克·勞埃德·賴特設計的格雷迪·甘米居紀念音樂廳的建造。甘米居紀念音樂廳是該大學的標誌性建築之一，於1964年竣工，也就是校長（和賴特）去世五年後。
甘米奇的繼任者是哈羅德·D·理查森（Harold D. Richardson），他自1939年起在該校擔任過各種職務，包括研究生院主任、學院註冊主任、教務長、教育學院院長和學術副校長。儘管理查森僅擔任該大學的代理校長九個月（1959年12月至1960年9月），但他為未來招聘和任命資歷深厚的研究科學教師奠定了基礎。
到20世紀60年代，在該大學第11任校長G·荷馬·達勒姆（G. Homer Durham）的領導下，亞利桑那州立大學通過建立幾個新學院來擴展其課程，並於 1961年，亞利桑那州攝政委員會批准了六個領域的博士學位課程，包括哲學博士。到他九年任期結束時，亞利桑那州立大學的入學人數增加了一倍多，1969年報告為 23,000人。

接下來的三位校長——哈里·K·紐伯恩（Harry K. Newburn，1969–71年）、約翰·W·施瓦達（John W. Schwada，1971–81年）和J·羅素·納爾遜（J. Russell Nelson，1981–89年），包括代理校長理查德·佩克（Richard Peck，1989年）——帶領該大學提高了學術地位，於1984年建立了亞利桑那州立大學西谷校區，並於1986年隨後進行了建設，專注於計算機輔助學習和研究，並提高了入學人數。

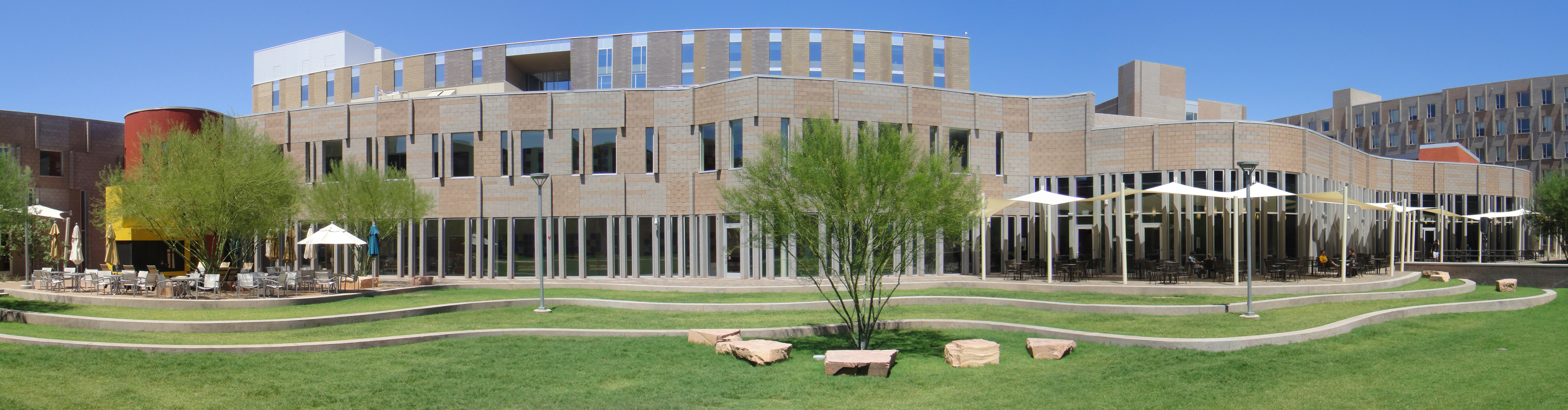
攝於坦佩校區的巴雷特榮譽學院

在1990年至2002年擔任校長的拉蒂·F·庫爾（Lattie F. Coor）的領導下，亞利桑那州立大學通過創建理工校區和擴展教育站點而發展壯大。在他12年的任期內，該大學加強了對多樣性、本科教育質量、研究和經濟發展的承諾。庫爾對該大學的部分遺產是一項成功的籌款活動：通過私人捐款，超過5億美元投資於將對亞利桑那州立大學的未來產生重大影響的領域。該活動的成就包括命名和捐贈巴雷特榮譽學院和赫伯格設計與藝術學院；創造了許多新的捐贈教職；以及數百個新的獎學金和助學金。

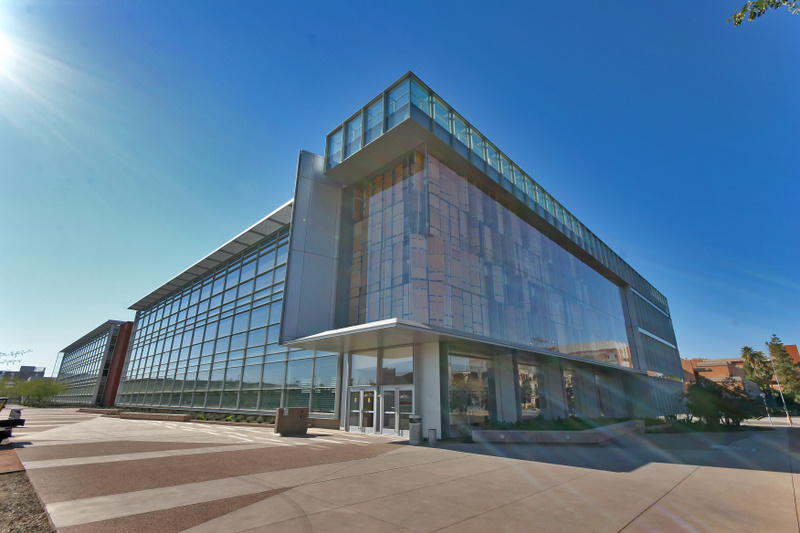
亞利桑那州立大學坦佩校區的生物設計研究所

2002年，邁克爾·M·克羅（Michael M. Crow）成為該大學的第16任校長。在他的就職典禮上，他概述了他將亞利桑那州立大學轉變為“新美國大學”——一個開放和包容的大學，並為該大學設定了達到美國大學協會標準並成為其成員的目標。克羅提出了將亞利桑那州立大學轉變為“一個多校區的大學”的想法——一個由多個校區組成的單一機構，共享學生、教師、員工和認證。隨後的重組結合了學術部門，合併了學院和學校，並在該大學擴展其西谷和理工校區時減少了員工和行政人員。亞利桑那州立大學的鳳凰城市中心校區也得到了擴展，有幾個學院和學校遷往那裡。該大學在全州建立了學習中心，包括哈瓦蘇湖城的亞利桑那州立大學學院以及在撒切爾、尤馬和圖森的課程。這些中心的學生可以從幾個亞利桑那州立大學學位和證書課程中進行選擇。
在克羅任職期間，並在數億美元捐款的幫助下，亞利桑那州立大學開始了一項長達數年的研究設施資本建設工作，導致建立了亞利桑那州立大學生物設計研究所、朱莉·安·瑞格利全球可持續發展研究所和幾座大型跨學科研究大樓。除了研究設施外，該大學的教師隊伍也得到了擴大，包括增加了五位諾貝爾獎獲得者。自2002年以來，該大學的研究支出增加了兩倍，並且該大學的研究設施增加了超過150萬平方英尺的空間。
始於2008年的經濟衰退對亞利桑那州造成了特別沉重的打擊，導致亞利桑那州立大學的預算大幅削減。為了應對這些削減，亞利桑那州立大學限制了入學人數，關閉了大約四個學術課程，合併了學術部門，合併了學院和學校，並減少了大學教師、員工和行政人員；隨著2011年經濟開始復蘇，該大學繼續其擴大西谷和理工校區的活動，並在哈瓦蘇湖城建立了一個低成本、以教學為重點的擴展校區。截至2011年，《Slate》上的一篇文章報導稱：“自克羅到任以來，亞利桑那州立大學的研究經費幾乎增加了兩倍，達到近3.5億美元。學位產量增加了45%。由於一項雄心勃勃的援助計劃，來自亞利桑那州貧困線以下家庭的學生入學人數增加了647%。”
2014年5月1日，亞利桑那州立大學被列入民權辦公室正在調查的55所高等教育機構之一，理由為“可能违反联邦法律，处理性暴力和性骚扰投诉”。公開宣布的調查是在兩起第九章訴訟之後進行的。2014年7月，一群至少九名聲稱受到騷擾或毆打的現任和前任學生要求擴大聯邦調查範圍。2014年8月，亞利桑那州立大學校長邁克爾·克羅任命了一個工作組，該工作組由教職員工、學生和大學警察組成，負責審查該大學在應對性暴力方面所做的努力。克羅於2014年11月接受了該工作組的建議。
2015年，雷鳥全球管理學院更名為亞利桑那州立大學雷鳥全球管理學院。與梅奧診所（Mayo Clinic）建立的教育和研究合作夥伴關係，在醫療保健和法律方面建立了合作學位課程，並在梅奧診所亞利桑那州校區共享行政職位、實驗室和課程。
貝烏斯法律與社會中心（Beus Center for Law and Society）是亞利桑那州立大學桑德拉·戴·奧康納法學院（Sandra Day O'Connor College of Law）的新所在地，於 2016年秋季在鳳凰城市中心校區開放，將教職員工和學生從坦佩校區遷至州首府。
2024年9月，亞利桑那州立大學宣布了幾項削減措施以應對州預算削減，包括關閉哈瓦蘇湖城校區、減少亞利桑那州教師學院以及增加“學費附加費”。

## 校園
亞利桑那州立大學由在鳳凰城大都會區的5個校園區與在哈瓦苏湖城的1所院校所組成。不像美國其它多數大學系統，學校的不同校園區都隸屬於同一所大學，且只有一位共同的校長管理大學內的教職人員及學生。所有學生，不管從那個校園區畢業，所頒發的學位證書都一樣。
亞利桑那州立大學每一個校區都提供學士學位、碩士學位及博士學位。同時，亞利桑那州立大學線上教育提供41個本科學位、37個研究生學位及14個本科／研究生证书，为美国最佳线上教育计划大学前十。

### 坦佩校區

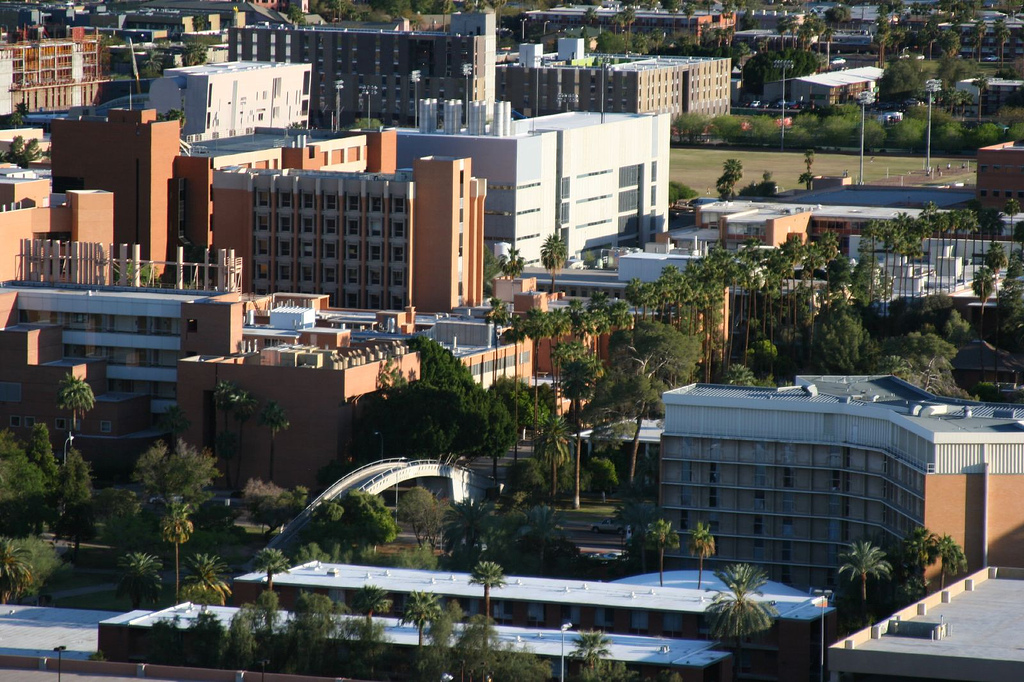
亞利桑那州立大學坦佩校區校景

設於坦佩，距离鳳凰城僅約8英里，面積約為660英畝（2.7平方公里），也是亞利桑那州立大學校區中最大的校區。
- 文理學院（College of Liberal Arts and Sciences）
- 可持續發展學院（School of Sustainability）
- 赫爾貝格藝術與設計學院（Herberger College of the Arts and Design）
- 艾拉·A·富爾頓工程學院（Ira A. Fulton School of Engineering）
- 桑德拉·戴·奧康納法律學院（Sandra Day O'Connor College of Law）
- W·P·凱瑞商學院（W. P. Carey School of Business）
- 巴勒特榮譽學院（Barret, the Honors College）
- 研究生學院（Graduate College）
- 瑪麗·盧·富爾頓教師學院（Mary Lou Fulton Teachers College）
- 大學院（University College）[38]

### 西校區

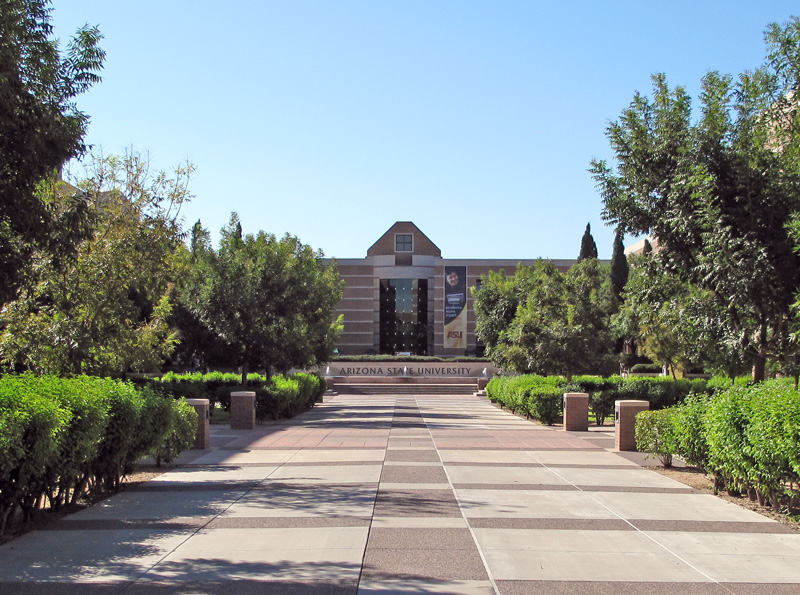
西校區的弗萊徹圖書館

设於鳳凰城西北部，占地277.92英畝（1.1247平方公里）。
- 瑪麗·盧·富爾頓教师學院（Mary Lou Fulton Teachers College）
- 交叉學科教育學院（New College of Interdisciplinary Arts and Sciences）
- W·P·凱瑞商學院（W. P. Carey School of Business）
- 研究生學院（Graduate College）
- 巴勒特荣誉学院（Barret, the Honors College）
- 大學院（University College）[38]

### 鳳凰城市中心校區

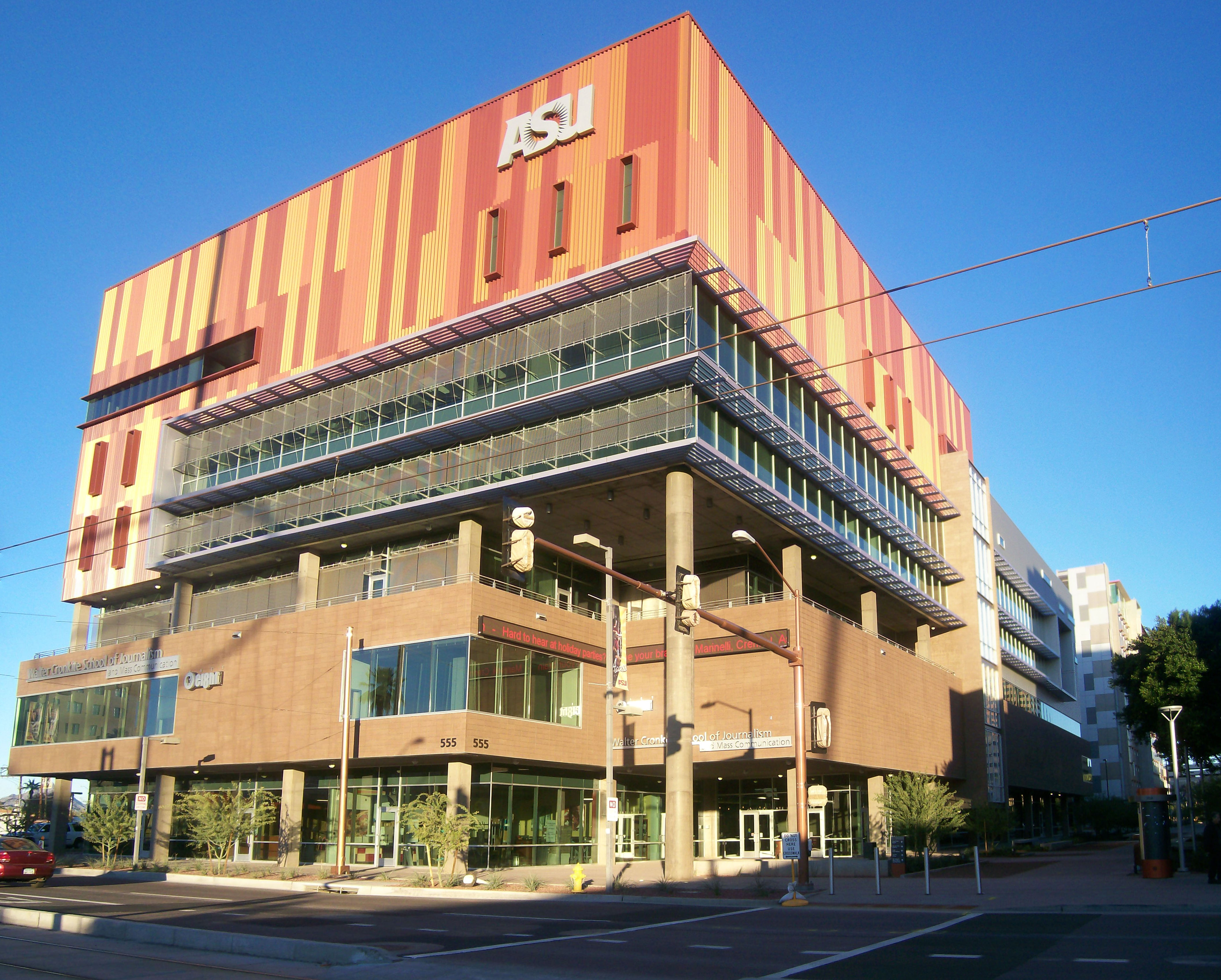
沃爾特·克朗凱特新聞及大眾傳播學院

鳳凰城市中心校區於2006年在鳳凰城市中心的北側成立。
- 沃爾特·克朗凱特新聞及大眾傳播學院（Walter Cronkite School of Journalism and Mass Communication）
- 公共服務及社區解決方案學院（College of Public Service and Community Solutions）
- 護理及醫療創新學院（College of Nursing and Health Innovation）
- 文學及科學學院（School of Letters and Sciences）
- 艾拉·A·富爾頓工程學院（Ira A. Fulton School of Engineering）
- 教師教育及領導學院（College of Teacher Education and Leadership）
- 研究生學院（Graduate College）
- 巴勒特荣誉学院（Barret, the Honors College）
- 大學院（University College）[38]

### 理工校區
设於梅薩。
- 科技與創新學院（College of Technology and Innovation）
- 摩理臣管理及農業經營學院（Morrison School of Management and Agribuisness）
- 文學及科學學院（School of Letters and Sciences）
- 瑪麗·盧·富爾頓教师學院（Mary Lou Fulton Teachers College）
- 研究生學院（Graduate College）
- 巴勒特荣誉学院（Barret, the Honors College）
- 大學院（University College）[38]

### 哈瓦苏湖城校區
為了滿足低成本的高等教育需求，亞利桑那州立大學在哈瓦苏湖城建立了小型的本科學院。

### 網上教育
總部設立在斯科茨代尔的Skysong校園区，提供超過150個學士和碩士學位課程，为美国最佳线上教育计划大学前十 。

### 美奧醫學院
2011年，亚利桑那州立大学与梅奧診所在亚利桑那州的斯科茨代尔合作开办医学院。

## 學校排名
- 根据2015年U.S. News全美大学排名，亚利桑那州立大学W.P.Carey商学院全美排名27名，供应链管理全美排名第3名。
- 根据2014年U.S. News全美大学排名，亚利桑那州立大学嘉芙莲.K.赫尔贝格艺术设计学院全美排名22名。下属设计学院专业均拥有极高排名。
- 根据2011年U.S. News全美大学排名，亚利桑那州立大学W.P.Carey商学院全美排名35名，全球排名97名。其中会计专业全美21名，供应链管理全美第5名。W.P.Carey商学院MBA就业率达97%，起薪为年薪7-10万美元。*2015年商科信息管理系统专业研究生全美排名第5名。
- 根据2009年U.S. News全美大学排名，亚利桑那州立大学为美国全国性一级大学，本科排名第121。该校为研究型大学，其本科教育为普及教育，主要招收州内学生，因此排名一般。而其研究生及博士教育为精英教育，因此亚利桑大州立大学的研究生排名较高，其多个专业研究生教育（如工商管理、信息管理、心理学、法律等）排入全美前50名。
- 2015年商科信息管理系统专业本科全美排名第5名。
- 2015年美国大学创业学专业本科排名第11名。
- 2015年美国大学创业学专业研究生排名第11名。
- 2015年美国大学农业工程专业研究生排名第18名。
- 2015年大学本科商科类全美排名第21名。
- 2015年美国大学教育心理学专业排名第16名。
- 2015年美国大学工业制造/系统工程专业排名第25名。
- 2015年美国大学航天航空工程专业排名第26名。
- 2015年美国大学环境工程专业排名第27名。
- 2015年美国大学电子通讯工程专业排名第34名。
- 2015年美国大学最佳公共事务学院排名第37名。
- 2015年美国大学计算机科学专业研究生排名第39名。
- 2015年美国大学最佳法学院排名第40名。
- 2015年美国大学土木工程专业研究生排名第41名。
- 2015年美国大学材料工程专业研究生排名第45名。
- 2015年美国大学生物工程/医药生物工程专业研究生排名第53名。
- 2015年美国最佳医学院研究方向排名第68名。
- 2014年美国大学社会科学类专业研究生排名第20名。
- 2014年美国大学历史类专业研究生排名第46名。
- 2014年美国大学最佳工程学院排名第48名。
- 2014年美国大学化学工程专业研究生排名第50名。
- 2014年美国最佳教育学院排名第51名。
- 2013年美国大学信息管理系统专业本科排名第3名。
- 2013年美国大学信息管理系统专业研究生排名第5名。
- 2013年美国大学语言病理学专业研究生排名第5名。
- 2014年人类发展与家庭研究专业博士项目全美排名第3名。

## 公共交通
Valley Metro为大凤凰城地区提供公共交通服务，包括公交车和轻轨。ASU在凤凰城地区的四个校区都有公共交通服务，其中公共交通最为方便的是ASU Downtown Campus和Tempe Campus，凤凰城轻轨在市中心校区和坦佩校区都设有站点，乘坐轻轨可方便快捷的往来凤凰城市中心，坦佩，凤凰城美术馆（Phoenix Art Museum），哈德博物馆（Heard Museum），凤凰城天港国际机场等热门地点。
坦佩校区有Veterans Way/College Ave和University/Rural TC两个轻轨站，Veterans Way/College Ave站位于A山脚下，坦佩校区的正北方，靠近University House和Tooker House宿舍；University/Rural TC站位于坦佩校区东北角，靠近Biodesign Building，Psychology Building和Noble Library。这两个轻轨站同时也是公交总站，可换乘Valley Metro巴士和Orbit社区穿梭巴士。Orbit巴士是在坦佩市辖区内运营的免费公交，服务ASU及周边居民区，共六条线路，均以行星命名（Mercury、Venus、Earth、Mars、Jupiter和Saturn）。除了Saturn外，其他五条线路均经过ASU坦佩校区，且工作日班次间隔都在10-15分钟内。
ASU市中心校区乘坐轻轨可前往一街之隔的Central Station公交总站，开往19th Ave/ Dunlap方向（Westbound）的列车停靠在Central Ave，即靠近ASU Downtown Campus的那一侧。开往Gilbert Rd. / Main St.(Eastbound）方向的列车停靠在1st Ave，即远离ASU Down town Campus的那一侧。
ASU西校区共有三条公交线路，51，122和138路，发车间隔均为半小时一班。51路行走于南北向的51st Ave，西校区是其北端终点。138路行走于东西向的Thunderbird Ave,可到Paradise Valley Mall购物中心（车程约40分钟），Shaw Butte Trailhead步道等地。122路连接了西校区与凤凰城轻轨的19th Ave/ Dunlap站，车程约30分钟，可在此换乘轻轨前往凤凰城市中心及凤凰城天港国际机场。
ASU理工校区有156和184路公交车，发车间隔均为半小时一班。156路行走于东西向的Williams Field Rd，可到Chandler Fashion Center，车程约50分钟。184路行走于南北向的Power Rd，可到Superstition Springs Center购物中心，车程约20分钟。
ASU学生可购买U-Pass，使用U-Pass可在一整个学年内无限次乘坐Valley Metro巴士与轻轨。